# Museo del tulipano nero
Museo del Tulipano Nero (in olandese Museum De Zwarte Tulp) è un museo nel centro del comune di Lisse, nei Paesi Bassi dedicato alla storia del tulipano.
Nel museo, una mostra interattiva racconta circa 500 anni di storia del bulbo, e come la sua coltivazione in campo aperto avvenne 100 anni fa. Racconta anche la scienza dietro lo sviluppo e alla riproduzione di nuove varietà di tulipani. Inoltre, il museo mostra come gli artisti si siano ispirati dalla bellezza dei tulipani per realizzare decorazioni di stampe, dipinti, vetro, porcellana, argento e arte contemporanea.

## Storia
Il museo è stato aperto nel 1985, a seguito di un'iniziativa privata, come museo per la Flower Bulb Region. Venne ospitato nel centro di Lisse in un edificio industriale che era stato convertito alla funzione museale. Nel 1995, 10 anni dopo, il museo venne ampliato e realizzato in un'area espositiva totale di 700 m². Il museo aveva, tra le altre cose, una sala espositiva, una biblioteca e una sala per conferenze.
Il 28 settembre 2014, il museo venne chiuso al pubblico per sottoporlo a una seconda ristrutturazione su larga scala. Vennero demoliti muri e aperte delle finestre per creare un museo più grande e più fruibile. Il 26 giugno 2015, il museo venne riaperto ufficialmente.
Il museo è attivo da anni con il dispiegamento di oltre 80 volontari e il sostegno finanziario strutturale di oltre 130 piccoli e grandi imprenditori della regione Bulb, riuniti nella Gilda di De Zwarte Tulp.